# Per Pettersson (politiker)
Per Pettersson, född 3 oktober 1822 i Leksands församling, död 23 januari 1892 i Rättviks församling, var en svensk präst och riksdagsman.

## Biografi
Per Pettersson föddes 1822 i Leksands församling. Han var son till bonden och skräddaren Per Persson och Brita Ersdotter. Pettersson studerade för sin farfar som hade varit soldat i Gustaf III:s och Gustaf IV:s tid. Han blev 1843 student vid Uppsala universitet och prästvigdes 1845. Pettersson blev 1845 pastorsadjunkt i Bjursås församling och senare i Fellingsbro församling, Romfartuna församling och Norbergska skolan i Hubbo. Blev sedan föreståndare för stiftets folkskollärarseminarium i Västerås 1856. Var från hösten 1859 till våren 1867 fångpredikant vid cellfängelset. Under tiden där var han sommaren 1861 vikarierande pastor i Kolbäcks församling och orator vid prästmötet 1862. Pettersson var från 1863 till 1866 regementspastor vid Västmanlands regemente och blev 1866 kyrkoherde i Gustafs församling. Han blev 1874 kyrkoherde i Rättviks församling, tillträdde 1875 och blev 1878 kontraktsprost i Rättviks kontrakt. År 1878 var han suppleant vid stiftets kyrkomöte.
Han var ledamot av första kammaren 1884-1888, invald i Kopparbergs läns valkrets.

### Familj
Pettersson gifte sig 1856 med Aurora Juliana Eriksson (född 1828). Hon var dotter till kyrkoherden A. Eriksson i Kila församling. De fick tillsammans barnen Anna Katarina Pettersson (född 1862), Kristian Gabriel (född 1864), Berta Aurora Pettersson (född 1865), Beata Maria Gustava Pettersson (1868–1947), Per Teodor Petersson (1871-1894) och tre barn som avled i ung ålder.